# アロウズ・A20
アロウズ・A20 (Arrows A20) は、アロウズが1999年のF1世界選手権参戦用に開発したフォーミュラ1カー。デザイナーはマイク・コフラン。F1デビューとなるペドロ・デ・ラ・ロサと、ティレルから移籍した高木虎之介がドライブした。

## 開発の経緯
A20はジョン・バーナード作によるA19をベースとして、バーナード門下にいたコフランが改良を手掛けた。特徴的なサイドポンツーンなどは変わっておらず、マシン前部がデ・ラ・ロサの持ち込みスポンサーであるレプソルのオレンジ色に塗られたこと以外、外観の大きな変化は見られなかった。
エンジンはブライアン・ハートによる自社製エンジンが搭載されたが、現代のF1で競争するにはリソースが小さく、力不足であった。ハートはトム・ウォーキンショーと自社の所有権に関する論争の後に開発から離脱した。
1999年シーズンは惨憺たる結果であった。A20は遅く、信頼性に欠け、グリッド後方をミナルディと争った。獲得ポイントはデ・ラ・ロサがデビュー戦で得た1ポイントのみであり、アロウズよりも下位のチームは新規参入のBARのみであった。デ・ラ・ロサはポイントを獲得したことで有望であるとみられたが、高木はチームとのコミュニケーション問題と苦闘し、シーズン後にチームを去った。彼に代わって2000年はヨス・フェルスタッペンがドライブした。

## ブランド宣伝
チームはメインスポンサーを持たず、資金不足であった。シーズン開幕前にはナイジェリアのマリク王子とイギリスの投資銀行がチーム株式を取得し、A20のボディはマリクが提唱する「t-minus（ティーマイナス）」ブランドの広告板になった。開幕前テストからA20のサイドポンツーンに描かれた日数がカウントダウンされていき、数字が0になった第3戦サンマリノGPにてブランド発表会が行われた。マーケティング担当者のダニエル・オーデットが中心となり、アパレル、エナジードリンク、マウンテンバイク、オートバイやスーパーカーなどのコラボレート商品を展開すると発表していたが、結局進展が見られないまま、マリクはチームを離脱してしまった。

## F1における全成績
(key) （太字はポールポジション）
| 年     | チーム   | エンジン     | タイヤ | ドライバー           | 1   | 2   | 3   | 4   | 5   | 6   | 7   | 8   | 9   | 10  | 11  | 12  | 13  | 14  | 15  | 16  | ポイント | 順位 |
| ------ | -------- | ------------ | ------ | -------------------- | --- | --- | --- | --- | --- | --- | --- | --- | --- | --- | --- | --- | --- | --- | --- | --- | -------- | ---- |
| 1999年 | アロウズ | アロウズ V10 | B      |                      | AUS | BRA | SMR | MON | ESP | CAN | FRA | GBR | AUT | GER | HUN | BEL | ITA | EUR | MAL | JPN | 1        | =9位 |
| 1999年 | アロウズ | アロウズ V10 | B      | ペドロ・デ・ラ・ロサ | 6   | Ret | Ret | Ret | 11  | Ret | 12  | Ret | Ret | Ret | 15  | Ret | Ret | Ret | Ret | 13  | 1        | =9位 |
| 1999年 | アロウズ | アロウズ V10 | B      | 高木虎之介           | 7   | 8   | Ret | Ret | 12  | Ret | DSQ | 16  | Ret | Ret | Ret | Ret | Ret | Ret | Ret | Ret | 1        | =9位 |

## 参照
- AUTOCOURSE 1999-2000, Henry, Alan (ed.), Hazleton Publishing Ltd. (1999) ISBN 1-874557-34-9
- Arrows t-minus money - Grandprix.com（1999,5,3）